# Wrede (1749)
Wrede var en svensk galär byggd på Djurgårdsvarvet av skeppsbyggmästaren Johan Acrel.

## Historia
Galären deltog i flera drabbningar under Gustav III:s ryska krig såsom;
- Slaget vid Fredrikshamn
- Slaget vid Björkösund
- Viborgska gatloppet
- Slaget vid Svensksund

Under Slaget vid Svensksund ingick Wrede i första brigaden, där den befann sig i tredje divisionen under Adolf Fredrik Virgin.

## Fartygschefer
- P.F. Morin, fänrik ? - 21/8 1789
- Carl Alm, löjtnant 21/8 - 17/9 1789
- C.F. Dahleman, fänrik 17/9 - 24/10 1789
- Gabriel Althén, fänrik 24/10 - ? 1789
- Otto Wilhelm Wrangel, löjtnant ? - 20/5 1790
- Carl Reinhold Ekstedt, fänrik 20/5 1790 - ?
- Gustaf Enagrius, fänrik ? - ? 1790 (sekundchef)